# Liste der Stolpersteine in Osthofen
Die Liste der Stolpersteine in Osthofen enthält alle Stolpersteine, die im Rahmen des gleichnamigen Kunst-Projekts von Gunter Demnig in Osthofen verlegt wurden. Mit ihnen soll der Opfer des Nationalsozialismus gedacht werden, die in Osthofen lebten und wirkten.

## Verlegte Stolpersteine
| Adresse, Lage               | Verlegedatum | Name, Inschrift | Bild | Anmerkung |
| --------------------------- | ------------ | --- | ---- | --------- |
| Schwerdstraße 13 (Standort) | 6. Feb. 2023 | HIER WOHNTE LUDWIG EBERT JG. 1867 VERHAFTET / INHAFTIERT 1934 OSTHOFEN FLUCHT 1939 HOLLAND INTERNIERT WESTERBORK DEPORTIERT 1944 AUSCHWITZ ERMORDET 26.3.1944 |      |           |